# Michael Nesmith
Robert Michael Nesmith (Houston, 30 dicembre 1942 – Carmel Valley Village, 10 dicembre 2021) è stato un cantautore e produttore cinematografico statunitense.
Era conosciuto come componente dei Monkees, nonché personaggio della serie I Monkees.

## Biografia
Nato in Texas nel 1942, si trasferì da piccolo a Dallas con la madre Bette Nesmith Graham, che avrebbe poi inventato il bianchetto.
Dopo essersi spostato a Los Angeles, nel 1965 fondò il gruppo rock The Monkees, protagonisti anche di una serie TV. La band, che ebbe un grande successo, si sciolse pochi anni dopo e precisamente nel 1968, anno in cui uscì il primo film dei Monkees, dal titolo Head. Il gruppo si riunirà occasionalmente, come nel 1996, anno dell'uscita di Justus.
Per quanto riguarda la sua carriera da solista, Nesmith pubblicò il suo primo singolo nel 1963; la sua attività musicale in proprio si intensificò dopo lo scioglimento dei Monkees.
Attivo occasionalmente come attore, fu il produttore esecutivo del film Repo Man - Il recuperatore (1984). Per la televisione realizzò, tra l'altro, lo spettacolo Elephant Parts (1981).
Morì nel dicembre 2021 all'età di 78 anni nella sua casa per cause naturali.

## Vita privata
Si sposò tre volte ed ebbe quattro figli.

## Discografia
- 1968 - The Wichita Train Whistle Sings (Dot Records, DLP 25861)
- 1970 - Magnetic South (RCA Victor Records, LSP-4371)
- 1970 - Loose Salute (RCA Victor Records, LSP-4415)
- 1971 - Nevada Fighter (RCA Victor Records, LSP-4479)
- 1972 - Tantamount to Treason Volume One (RCA Victor Records, LSP-4563)
- 1972 - And the Hits Just Keep on Comin' (RCA Victor Records, LSP-4695)
- 1973 - Pretty Much Your Standard Ranch Stash (RCA Victor Records, APL1-0164)
- 1974 - The Prison (Pacific Arts Records, PAC-101)
- 1975 - Silver Moon (RCA International Records, YHJL 10990) Raccolta
- 1976 - The Best of Mike Nesmith (RCA Records, RS 1064) Raccolta
- 1976 - Compilation (Pacific Arts Records, PAC 7-106) Raccolta
- 1977 - From a Radio Engine to the Photon Wing (Pacific Arts Records, PAC 7-107/ILPA-9486)
- 1978 - Live at the Palais (Pacific Arts Records, PAC 7-118) Live
- 1979 - Infinite Rider on the Big Dogma (Pacific Arts Records, PAC 7-130)
- 1989 - The Newer Stuff (Rhino Records, R1 70168) Raccolta
- 1991 - The Older Stuff: The Best of the Early Years (Rhino Records, R2 70763) Raccolta
- 1992 - Tropical Campfires (Pacific Arts Records, PAAD-5000)
- 1994 - The Garden (Rio Records, RIOD 2001)
- 1997 - Listen to the Band (Camden Records, 74321 523772) Raccolta
- 1998 - The Masters (Eagle Records, EAB CD 105) Raccolta
- 1999 - Live at the Britt Festival (Cooking Vinyl Records, COOKCD 129) Live, 2 CD
- 2000 - Timerider: The Adventure of Lyle Swann (Rio Records, 7528-2)
- 2002 - Silver Moon (Audiophile Legends Records, APH 102.821)
- 2005 - Rays (?, 100-057)
- 2008 - Rio: The Best of Michael Nesmith (Music Club Deluxe Records, MCDLX092) Raccolta, 2 CD
- 2014 - Movies of the Mind (?, SMOMLAP-1)